# Pseudolabrus torotai
Pseudolabrus torotai là một loài cá biển thuộc chi Pseudolabrus trong họ Cá bàng chài. Loài này được mô tả lần đầu tiên vào năm 1981.

## Từ nguyên
Từ định danh torotai cũng là tên thông thường của loài cá này trong tiếng Rapa Nui.

## Phân bố và môi trường sống
P. torotai có phạm vi phân bố ở Tây Nam Thái Bình Dương. Loài này hiện chỉ được biết đến tại đảo Rapa Iti (thuộc quần đảo Austral, Polynesia thuộc Pháp). P. torotai sống trên các rạn đá ngầm ở độ sâu khoảng từ 15 đến 24 m.

## Mô tả
P. torotai có chiều dài cơ thể tối đa được ghi nhận là 15,8 cm. Cơ thể của chúng có màu cam, chuyển thành màu vàng ở những vùng thân dưới. Có các dải sọc màu xanh lục sẫm ở hai bên thân. Đầu màu hồng nhạt, có các vệt đốm màu lục sẫm. Vây lưng màu đỏ thẫm, lốm đốm các chấm đen và một đốm đen lớn bao quanh 3 gai đầu tiên. Vây lưng và vây hậu môn có viền xanh lam óng. Vây hậu môn và vây đuôi có màu đỏ ở gốc, nửa ngoài của hai vây này có dải màu lục phớt vàng. Vây bụng phớt màu hồng. Vây ngực trong mờ, có đốm hình nêm màu lục ở gốc.
P. torotai khá tương đồng với Pseudolabrus semifasciatus về kiểu màu nhưng các dải sọc của P. semifasciatus không kéo dài xuống đến phần thân dưới.

## Hành vi và tập tính
Thức ăn của P. torotai là các loài động vật thân mềm và các loài cá nhỏ.

### Trích dẫn
- B. C. Russell (1988). "Revision of the labrid fish genus Pseudolabrus and allied genera" (PDF). Records of the Australian Museum. Quyển 9. tr. 1–72.
- B. C. Russell; J. E. Randall (1981). "The Labrid Fish Genus Pseudolabrus from Islands of the Southeastern Pacific, with Description of a New Species from Rapa" (PDF). Pacific Science. Quyển 34 số 4. tr. 433–440.{{Chú thích tạp chí}}:  Quản lý CS1: nhiều tên: danh sách tác giả (liên kết)[liên kết hỏng]